# Liquéfaction enzymatique
La liquéfaction enzymatique est une méthode de déstructuration des matières organiques qui met en œuvre des préparations enzymatiques contenant des pectinases, des cellulases, des hémicellulases et des protéases.
Cette méthode permet d'obtenir des rendements en jus nettement plus élevés que les processus dits traditionnels.
Cette technique se réalise par pressurage ou par centrifugation. Les enzymes vont dégrader les molécules pour extraire un maximum de produit.